# Pseudotulasnella guatemalensis
Pseudotulasnella guatemalensis är en svampart som beskrevs av Lowy 1964. Pseudotulasnella guatemalensis ingår i släktet Pseudotulasnella och familjen Tulasnellaceae.   Inga underarter finns listade i Catalogue of Life.